# 미르의 전설 3
《미르의 전설 3》(The Legend of Mir 3)는 위메이드 엔터테인먼트(wemade)에서 개발하고 서비스하는 동양 무협 MMORPG 온라인 게임이다.
|             | 최소 사양                                   | 권장 사양                                   |
| ----------- | ------------------------------------------- | ------------------------------------------- |
| 운영 체제   | 윈도 9x, ME, 윈도 NT 4.0 sp3 및 윈도우 2000 | 윈도 9x, ME, 윈도 NT 4.0 sp3 및 윈도우 2000 |
| CPU         | PentiumⅢ 600MHz 이상                        | PentiumIV 1.0GHz 이상                       |
| 메모리      | 512MB                                       | 1.0GB 이상                                  |
| 그래픽 카드 | Geforce MX440 이상                          | Geforce FX5200 이상                         |
| 인터넷      | 56K이상 Modem                               | 개인전용선(ADSL,Cable등)                    |
| 하드 디스크 | HDD여유공간 3GB 이상                        | HDD여유공간 4GB 이상                        |

## 게임소개
미르의 전설 3은 서양 환타지가 게임 소재의 주류를 이루던 2000년 초 1세대 온라인게임 시장에 동양적인 색채와 스토리 그리고 단단한 밸런싱으로 인기를 모은 1세대 대표 무협2D MMORPG이다.
2002년 서비스를 시작한 미르의 전설 3은 리니지 등 다른 대표적인 1세대 온라인 게임들이 그러했듯이 현재의 게임업계에 초석을 다지며 게임의 한류를 이끌었다.
상용화 서비스를 시작한 지 6년이 지난 지금, 화려한 3D게임이 대부분인 요즘의 게임 시장에서도 기본적인 게임성의 우수함과 탁월한 밸런싱, 2D만이 가질 수 있는 쉬운 조작감과 편안함을 무기로 많은 사람들의 꾸준한 사랑을 받고 있다.

## 연혁
- 2002. 07. 대한민국 오픈 베타 서비스 시작
- 2003. 01. 대한민국 상용 서비스 시작
- 2003. 08. 중국 상용 서비스 시작
- 2003. 10. 대만 오픈 베타 서비스 시작
- 2007. 06. 대한민국 유료화 방식 전환 (정액제 -> 아이템판매제)